# 南洋大學 (新加坡)
南洋大学，是新加坡从1955年至1980年存在的一所以华文为教学媒介用语的大学，也曾是世界范围内唯一的大中华地区以外的华文大学。在其20多年的历史中，共培养了12000多名毕业生。学校校址位于新加坡裕廊西云南园（今新加坡南洋理工大学校址），占地约20万平方米。1980年，南洋大学与新加坡大学合并成为一所以英文为教学媒介语的新加坡国立大学。

## 历史
1949年中华人民共和国成立后，英殖民政府实行阻断新马与中国大陆往来的政策，使得新马地区华文学校的师资来源及高中毕业生的升学渠道遭到了前所未有的困难。此外，英殖民政府大力推行英文至上、排斥华文教育的政策，试图割断华人华侨的文化认同感，也一直令南洋华侨界忧心忡忡。在这种背景情况下，1953年初，新加坡福建会馆主席陳六使倡议创办一所华文大学，并首捐500万元，获得东南亚各地华人的响应。他曾说“吾人为维护华人文化之长存，实有创办华人大学之必要。”福建会馆将位于新加坡裕廊西的212公顷土地捐献出来作为校址，终于在公司法令下创办成立了“南洋大学（Nanyang University，简称Nantah）有限公司”。南大在同年7月26日由陈六使主持动土，两年后竣工。
董事会最初拟聘曾任清华大学校长的梅贻琦出山擔任南洋大學校長，但由於林語堂和其校董會有接觸，且林語堂本人在美國提前開新聞發佈會表示感謝南洋大學邀請自己做校長，因此大學後來只好聘请林语堂担任第一任校长。但出任校長後，林语堂和董事会意见不和，又嫌南洋大学经费不够，结果不欢而散，林語堂拿走陳六使的支票賠償回到美国后，甚至发表文章指责共产党渗透南洋大学毁掉了該校。1955年6月，南洋大学先修班开始上课；次年，第一届本科新生正式入学。
1956年3月成立大学行政委员会执行大学行政。文学院院长张天泽博士膺选主席。同年3月15日举行开学仪式，3月30日正式上课；1958年春，第一期建筑工程全部竣工。
1956年大学开学时仅有文学院暨理学院两院。文学院设中国语言文学、现代语言文学、史地、经济政治及教育等五学系。理学院设数学、物理、化学及生物等四学系。报名商学院的新生，则暂时并入文学院经济政治学系受业。翌年，商学院正式成立，设工商管理、会计银行两学系。
1950年代至1960年代初，南洋大学在新加坡政府政策下得到发展。1958年4月23日，南洋大学学生会宣告成立。次年，《南洋大学法令》在新加坡议会获得顺利通过。1960年，第一届本科学生顺利毕业。
1950年以后东南亚的反共政治气候和新加坡政府崇尚英文至上、認為華文為中國共產黨的媒介語而排斥华文教育的政策下，以华文为主要教学语言的南洋大学，其毕业文凭不能得到平等待遇。
1959年，林有福政府宣布不承认南洋大学学位，导致政府与南大学生之间爆发了冲突。1960年代初，执政的人民行动党内左派领袖集体退党，成立社会主义阵线。人民行动党认为，社陣在各华校内发展组织甚至包括轉入地下的共产党与政府对抗。1963年2月2日，新加坡政府开始冷藏行动，军警事先無經校方同意，私自闖入校园，大肆逮捕学生。在争执中，造成不少学生受伤，学生会召开大会，表示抗议。
1963年8月31日新加坡加入马来亚，成立马来西亚联邦。9月21日李光耀领导的人民行动党在州选中获胜。9月22日晚，新政府尚未正式组阁，州政府便宣布褫夺南洋大学理事会主席陈六使的公民权。9月26日新加坡政府派军警进入校园，剥夺《大学论坛》等六种刊物的出版权，逮捕五名在籍学生和七名毕业生。10月7日，南洋大学千余名学生集合到政府大厦前草地，向代总理杜进才呈递请愿书。1964年6月27日，三千名军警进入校园，逮捕了五十余名学生，封闭南洋大学学生会，学生展开绝食抗议。7月29日，南洋大学学生再次分别在新加坡大坡和小坡请愿，游行队伍被镇暴军警驱散。同时以校长吴德耀、文学院院长兼学生福利委员会主席严元章为代表的校方也展开护卫南大的活动。这一系列冲突使新加坡政府下定决心要对南洋大学进行大规模改组。
1965年，王赓武课程审查委员会报告书正式发表，建议南洋大学改用英式的三年普通学位学制及增设荣誉学位，以取代原来的四年本科制。1966年4月25日，新学制开始实施；作为回报，政府于1968年5月25日宣布承认南洋大学学位。
1970年代，新加坡政府开始推行以英文为第一语言（教学媒介用语），包括华语在内的母语为第二语言的双语教育政策，除了導致華文教育在新加坡没落，也导致南洋大学的生源不断减少，质量也急剧下降，许多毕业生出现就业困难。但同时也使南洋大学改革，开始建设具有更灵活与更广泛基础的课程结构，以取代向来属学系为中心的狭隘教学内容。此外，新的学科也随着开设，计有电脑科学、理化科学、环境科学、银行与财务学、大众传播与社会学以及心理学等。1975年3月14日，教育部长李昭铭兼任南洋大学校长，对南洋大学进行彻底的改制，除中国语文科外，各院系的教学媒介语从中英双语改为单用英语。历史上，新加坡政府多次考虑将该校改写为和新加坡大学合并，或是自1981年改名为南洋理工大學皆受到了校友的强烈反对。1980年7月7日，南洋大学和新加坡大学確認合并事宜，该校會在1981年颁发最后一批文凭。1980年8月16日，南洋大学举行第二十一届毕业典礼，从此走入历史。
1981年，新加坡政府在原南大校址建立了南洋理工学院（Nanyang Institute of Technology (NIT))，并在1992年重新发展为现今的南洋理工大学。

## 历任校长
- 林语堂（1954-1955）：1954年10月2日任校长，1955年4月3日离职。
- 张天泽（1956-1959）：行政委员会主席。南洋大学于1956年3月5日成立最高行政机构，正式组成行政委员会，由张天泽博士担任行政委员会主席，主持校务，并以此名义代行校长职务。
- 庄竹林（1960-1964）：副校长。
- 刘孔贵（1964-1965）：临时校内行政委员会主席。庄竹林副校长于1964年7月1日辞呈，南洋大学于7月8日组成临时校内行政委员会，刘孔贵教授担任主席，主持校政。
- 黄应荣（1965-1969）：副校长兼代校长。
- 黄丽松（1969-1972）：校长。
- 薛寿生（1972-1975）：校长。
- 李昭铭（1975-1976）：校长。
- 吴德耀（1976-1977）：代校长。
- 卢曜（1968-1977）：副校长(行政)。南洋大学于1977年8月15日起，校长职位悬空，由特任委员会负责管理校政，陈祝强先生任南洋大学秘书长，执行特任委会决定。1980年7月7日，南洋大学以“并入新加坡国立大学”的形式走向关闭。

## 评论与争议
南洋大学的毕业生因为就业前景不佳，不少人自己创业并获得成功，其校友也散布在世界各地。在新加坡社会中，他们是特殊的一个群体。他们对新加坡政府重英轻华，对新加坡华文教育连根拔起，关闭南洋大学的做法相当不满。为了粉饰李光耀政府自己亲手把唯一的华文大学关闭的那一面，2000年7月31日，新加坡政府将位于今裕廊西93街，在1980年被“ NANYANG TECHNOLOGICAL INSTITUTE” 字样取代的南洋大学旧校门牌坊，“修复”为“南洋大学 1955”的旧貌。南洋大学校门牌坊、华裔馆（原南洋大学旧图书馆）和南洋大学建校纪念碑，也都已被列为新加坡国家古迹。
1995年， 一眾南洋大学校友舉行大學成立40周年纪念晚会，並成功邀請時任總理吴作栋出席。席上有南大校友向他高呼要求南大复名。當吴作栋於2019年接受聯合早報訪問被問及此事時，他表示他本人并不介意把南洋理工大学改为南洋大学，但經新加坡教育部和南洋理工大学师生讨论以后说，师生倾向保留南洋理工大学。吴作栋也同意這個建議。
最近，南洋理工大学要“復名”为“南洋大学”的事件，引起了所有前南洋大学校友的不满，有人支持所谓之“復名”，但南洋大学校友都不认同南洋理工大學继承了南洋大学。吴作栋也表示: "南洋理工大学的教育重点是科技，南洋大学代表了另一种大学"
南洋大学及其所代表是迁民社会在本地的华文教育与中华文化的传承。在新加坡建国和国家建构过程中，由于英文教育成为国家主流教育，新加坡塑造超越族群的国家文化，迁民文化需面对双重效忠的矛盾。一方面，他们必须效忠国家及其文化，另一边厢效忠自己的母族文化。南大正是在这样的族群文化的冲击中，建立起自身的价值观和特征。南洋大学的演变折射出了迁民社会如在新加坡从早期的数量优势、政治弱势，到争取地位、维护利益，在到屈服于强势主流中，被迫淡化族群文化特征，乃至最后在国家化的作用下，完成对国家文化的集体效忠。

## 外部連結
- 南洋大学毕业生协会 （页面存档备份，存于）
- 《记忆南洋大学》 （页面存档备份，存于）
- 多伦多南洋大学校友业余网站 （页面存档备份，存于）
- 話說南大 （页面存档备份，存于）